# Port Clinton, Pennsylvania
Port Clinton är en ort i Schuylkill County i delstaten Pennsylvania. Enligt 2010 års folkräkning hade Port Clinton 326 invånare.